# Feminist Sweepstakes
Feminist Sweepstakes é o segundo álbum de estúdio da banda estadunidense Le Tigre, lançado em 16 de outubro de 2001. Seu estilo transita entre o punk e o electro.

## Faixas
1. "LT Tour Theme" – 2:47
2. "Shred A" – 2:46
3. "Fake French" – 2:53
4. "FYR" – 3:15
5. "On Guard" – 3:30
6. "Much Finer" – 2:33
7. "Dyke March 2001" – 4:37
8. "Tres Bien" – 3:08
9. "Well, Well, Well" – 4:19
10. "TGIF" – 3:18
11. "My Art" – 2:01
12. "Cry for Everything Bad That's Ever Happened" – 2:41
13. "Keep on Livin'"  – 3:10